# Puqueldón (comuna)
Puqueldón (del mapudungun: pu küḻon ‘entre maquis’) es una comuna ubicada en la zona sur de Chile, región de Los Lagos, provincia de Chiloé. Su área geográfica comprende la totalidad de la isla de Lemuy, siendo una de las islas más grandes del archipiélago de Chiloé.  La isla o comuna tiene una superficie total de 95,9 km cuadrados, y según el Censo de 2017, su población proyectada para el 2021 fue de 4.199 habitantes. Su capital es la localidad homónima de Puqueldón, emplazada en el centro norte de la isla, en la bahía del mismo nombre.
La comuna posee siete sectores denominados como capillas, ya que cada pueblo se erige alrededor de sus iglesias construidas de madera nativa: tres de las cuales fueron declaradas por la Unesco como Patrimonio de la Humanidad.

## Etimología
El nombre Puqueldón deriva de la expresión en mapudungun pu küḻon, que significa «entre maquis». 

## Historia

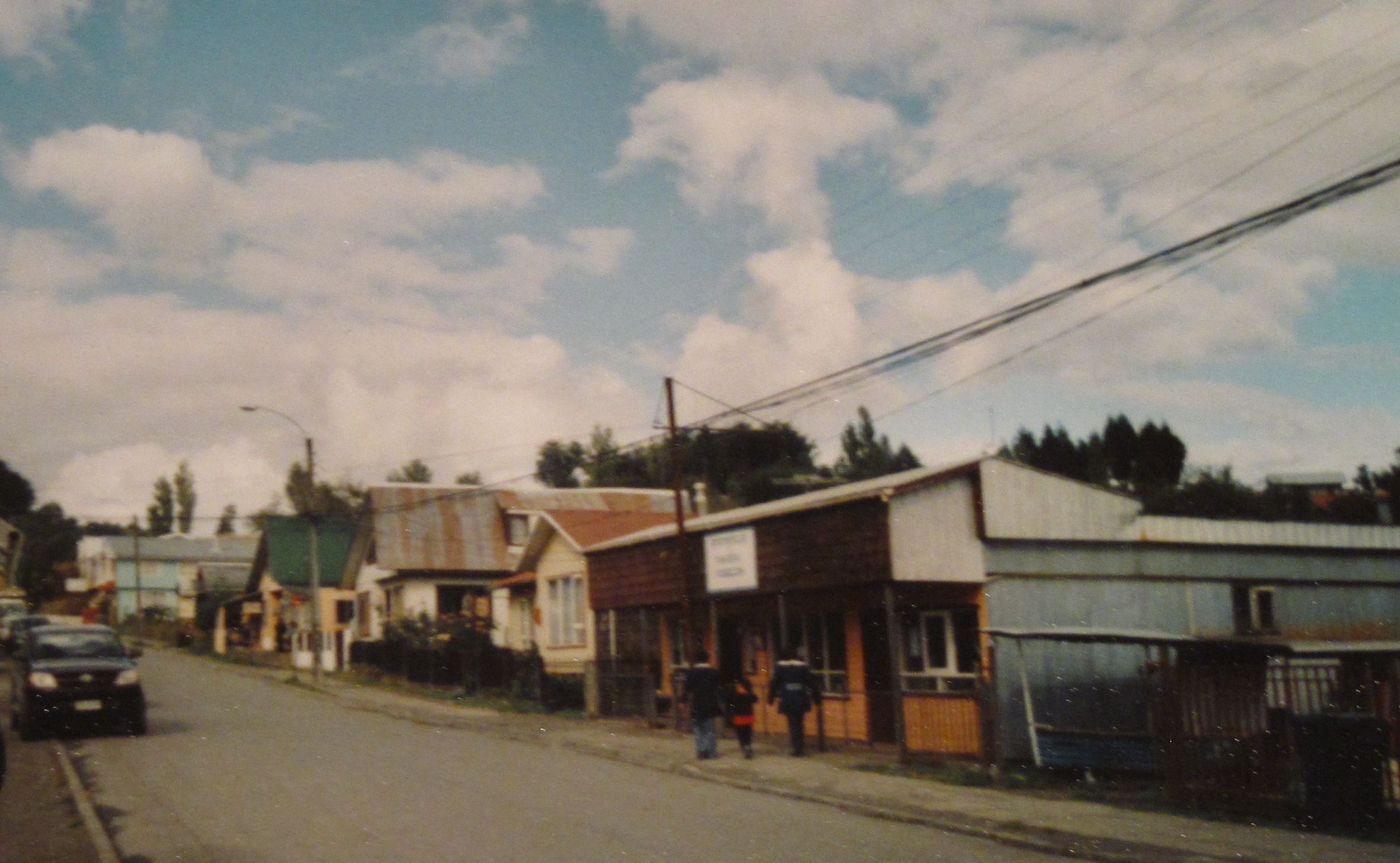
La calle J. M. Carrera es la principal de Puqueldón

Hace unos 6.500 años, poblaciones cazadoras-recolectoras, adaptadas a ambientes boscosos y marítimos, iniciaron la colonización de las islas de la región. El conocimiento de las maderas los llevó a construir embarcaciones, que les permitieron cruzar ríos, lagos y estuarios, para luego adentrarse en los canales y golfos, quedando vestigios arqueológicos de su forma de vida. Al parecer, estos grupos canoeros fueron antepasados de los chonos, quienes ocuparon las costas de Chiloé desde unos 6.000 años antes del presente hasta fines del siglo XVIII, momento en que desaparecen como grupo identitario.  
Un milenio atrás, el pueblo williche ingresó a Chiloé, iniciándose el desplazamiento de los chonos hacia el sur de la Isla Grande y al archipiélago de las Guaitecas. Con la conquista hispana comenzó la extinción del pueblo chono, generado por el tráfico de esclavos a la zona central y norte de Chile, el sometimiento al régimen de encomienda, el traslado a reducciones jesuíticas, el mestizaje con los williches y la huida a regiones más australes, donde se fusionaron con grupos kawéshkar a fines del siglo XVIII.
Ubicado en la Isla Lemuy, el poblado estuvo habitado por indígenas hasta la llegada de españoles, quienes se establecen y fundan su capilla hacia 1785. Fue establecida inicialmente como una guarnición y presidio militar. Dos años después, en 1787, un censo determina que la población de la zona era mixta, formada por 1021 españoles y 374 indígenas.
Francisco Solano Asta-Buruaga y Cienfuegos describe a la ciudad homónima en el Diccionario Geográfico de la República de Chile (1899):

Villa del departamento de Castro situada bajo los 42º 35' Lat. y 73º 40' Lon. en la isla de Lemuy, y asentada sobre una meseta ligeramente inclinada que remata en el extremo noroeste de la misma isla, que es por este punto y el del N. alta y tajada la ribera del mar y por el SO. en la barranca de un riachuelo que allí desagua, y cuya boca sirve de puerto para embarcaciones pequeñas. Su centro lo forma una placeta frente á su iglesia parroquial con la advocación de San Pedro Nolasco, y de donde salen sus cortas calles que contienen lo principal del caserío, con una corta población pero que con la desparramada en su contorno alcanza á 1,268 habitantes. Posee oficinas de registro civil y de correo, dos escuelas primarias gratuitas, pequeños establecimientos industriales y de comercio, &c. Fué capital del departamento de Lemuy; y de aquí que ha solido llamarse villa de este nombre. El actual hallábase anteriormente inmutado en Pucolón, Puculon y Puquelón y proviene del plural de clon (pu clon ó pu quylon), esto es los maquis, el árbol (Aristotelia maqui). Es asiento de municipio que comprende el territorio de las subdelegaciones 11 y 12 del departamento de Castro con los límites que les señala el decreto supremo de 4 de noviembre de 1885.

En 1940 es construida la actual iglesia de la comuna.
Fue uno de los pueblos receptores de una beca de la Fundación Bill y Melinda Gates en 2002.

## Medio ambiente

### Geomorfología y componentes abióticos

Trazado simplificado de los ecosistemas y cuerpos de agua presentes en la comuna de Puqueldón.

La comuna de Puqueldón se encuentra emplazada en la unidad geomorfológica de Planicie marina o fluviomarina; y presenta según la clasificación climática de Köppen clima templado lluvioso (Cfb) y clima templado lluvioso con leve sequedad estival (Cfb (s)). Esta además se halla en la cuenca hidrográfica de Islas de Chiloé y Circundantes. Además, la comuna posee diversos cuerpos de agua, entre los que se destacan el río Aldachildo, el estero Ichuac y las Lagunas de Puchilco.

### Componentes bióticos
Dentro del territorio de la comuna se puede encontrar el siguiente ecosistema:
- Bosque siempreverde templado interior donde predominan Nothofagus nitida y Podocarpus nubigenus (Preocupación menor)

### Medidas de protección ambiental y conflictos socioambientales
Hasta 2022, la comuna de Puqueldón no cuenta con áreas territoriales destinadas a la protección ambiental.

## Demografía
Según el censo del año 2017, la comuna tiene 3021 habitantes. El 100 % de la población es rural, siendo Puqueldón el principal poblado, con 560 habitantes. De acuerdo al número de población, sus principales caseríos son:
- Aldachildo (194 hab.)
- San Agustín (79 hab.)
- Liucura (64 hab.)
- Ichuac (53 (hab.)
- Lincay (33 hab.)
- Detif (29 hab.)

## Administración

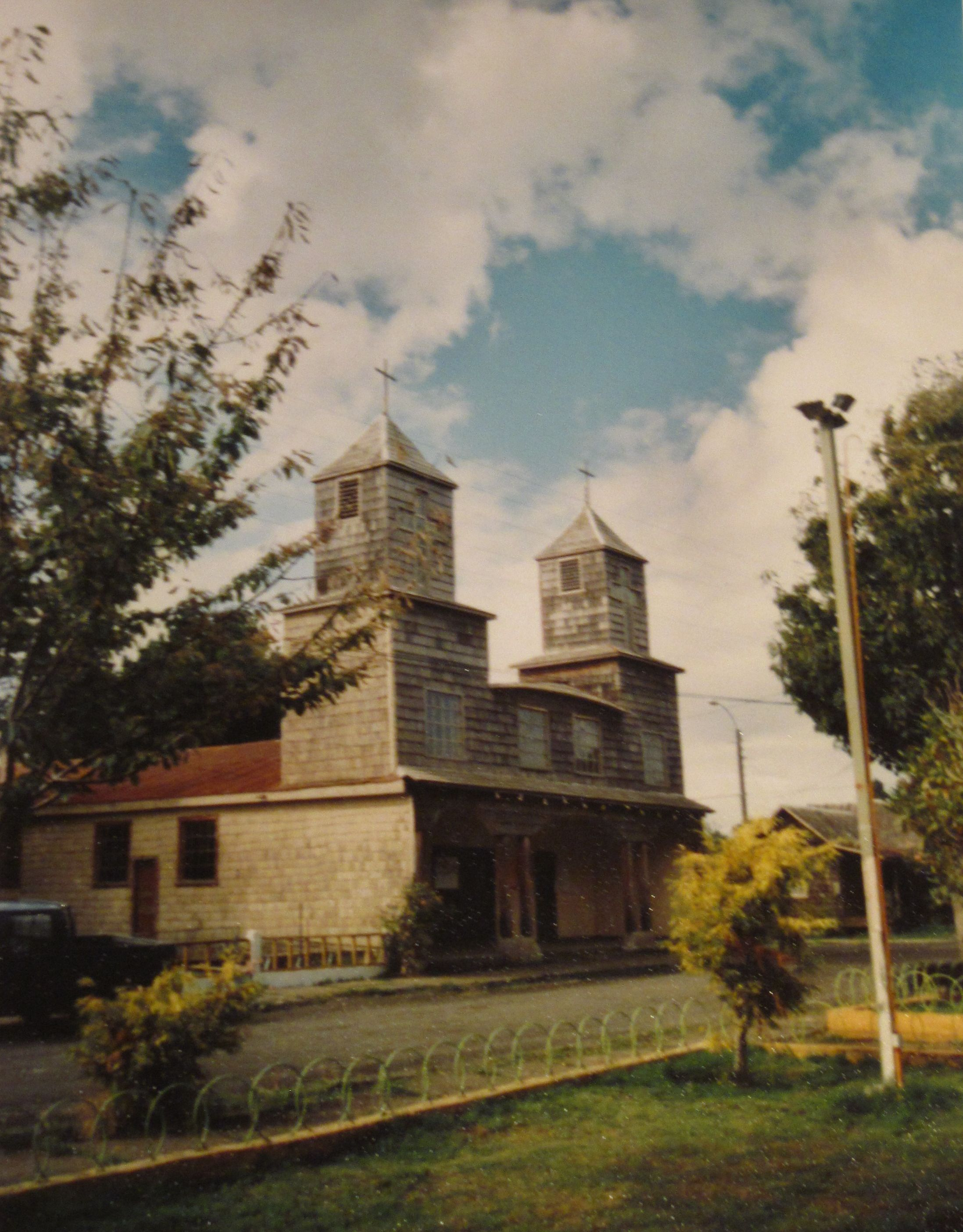
Plaza de Armas en Puqueldón en 2008

### Municipalidad
La Municipalidad de Puqueldón para el periodo 2024-2028 es dirigida por el alcalde Alejandro Cárdenas Quezada (Partido Republicano) y el concejo municipal conformado por los concejales:
- Álex Alejandro Aguero Alvarado (RN)
- Gabriela Mercedes Vera Martínez (PPD)
- Álex Cárdenas Vargas (PS)
- Belfor Teodocio Montiel Vera (DC)
- Ana Mariela Vargas Alvarado (PRO)
- Rodrigo Del Carmen Levicoy Guenchuman (PRO)

### Representación parlamentaria
Puqueldón forma parte de la Circunscripción Senatorial XIII y del Distrito Electoral 26. Es representada en la Cámara de Diputados del Congreso Nacional por los siguientes diputados:
- Mauro Daniel González Villarroel (RN)
- Fernando Bórquez Montecinos (IND - UDI)
- Alejandro Javier Bernales Maldonado (Partido Liberal de Chile)
- Héctor David Ulloa Aguilera (IND - Ciudadanos)
- Jaime Salvador Sáez Quiroz (Revolución Democrática)

En el Senado, la representan:
- Iván Moreira Barros (UDI)
- Carlos Ignacio Kuschel Silva (RN)
- Fidel Espinoza Sandoval (PS)

## Economía
Las actividades más importantes son la agricultura, sobre todo el cultivo de papas, legumbres, hortalizas y la crianza de vacunos; y el trabajo en cultivos marinos. La comuna recibe asistencia del programa de trabajo Servicio País, destinado a entregar ayuda de profesionales jóvenes en comunas de escasos recursos.
En 2018, la cantidad de empresas registradas en Puqueldón fue de 40. El Índice de Complejidad Económica (ECI) en el mismo año fue de -0,91, mientras que las actividades económicas con mayor índice de Ventaja Comparativa Revelada (RCA) fueron Centros de Madres, Unidades Vecinales y Comunales (3074,4), Reparación de Embarcaciones Menores (892,46) y Establecimientos de Enseñanza Secundaria de Formación General (253,78).

## Cultura

### Artesanía
La artesanía de manifiesta principalmente en la confección de canastos en diferentes tipos de fibras vegetales. Los artefactos tradicionales son todavía utilizados por la comunidad, entre los que se encuentran: molinos de piedras para moler trigo, carretas, birloches y primero se muele la manzana y después prensas para exprimir manzanas para hacer chicha.

## Lugares de interés

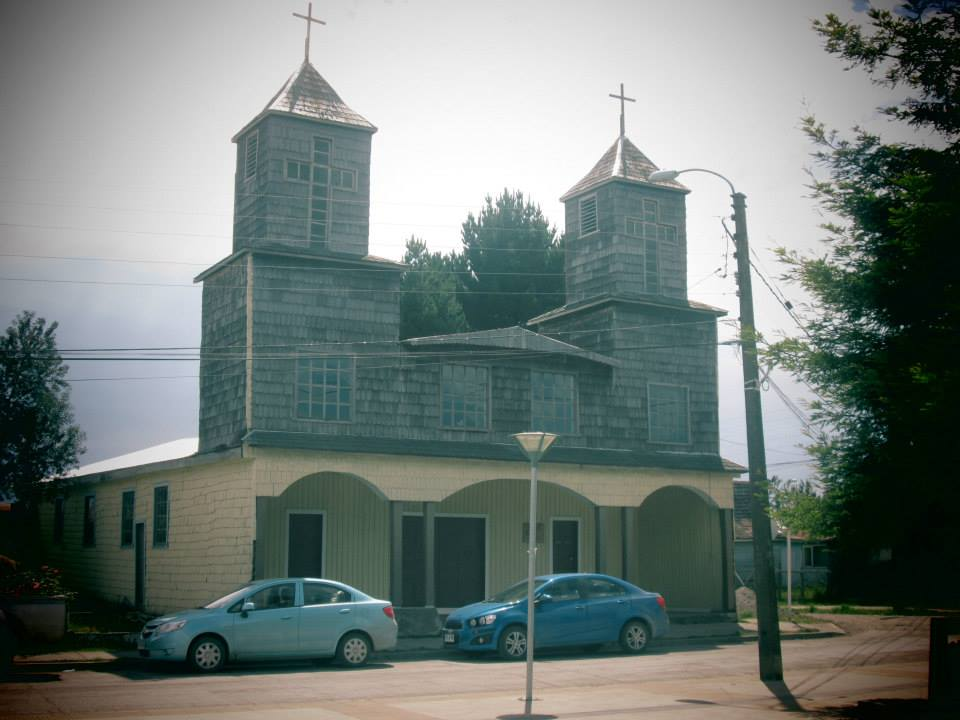
Iglesia de Puqueldón en 2015

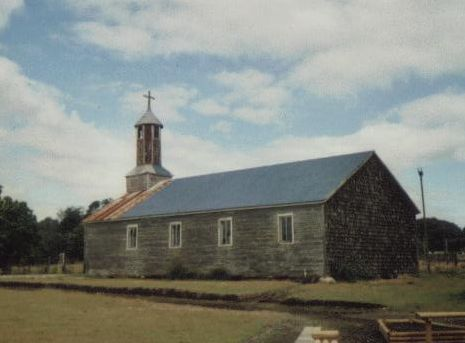
Iglesia en San Agustín

### Iglesias
Las ocho iglesias de madera de la comuna son exponentes de la Escuela chilota de arquitectura religiosa, tres de las cuales fueron declaradas por la Unesco en el año 2000 como Patrimonio de la Humanidad. Ellas son:
- Iglesia de Natividad de María de Ichuac (Patrimonio de la Humanidad)
- Capilla de Jesús Nazareno de Detif (Patrimonio de la Humanidad)
- Iglesia de Jesús Nazareno de Aldachildo (Patrimonio de la Humanidad)
- Capilla de Lincay
- Iglesia de Liucura
- Iglesia de San Agustín
- Parroquia de San Pedro de Nolasco de Puqueldón
- Capilla de Puchilco

### Sitios turísticos
En la isla se encuentran habilitados varios miradores, como:
- Muelle de los brujos: Ubicado en el cerro Yelqui, el lugar más alto de la isla. Es un mirador en forma de muelle en la cima del cerro, junto a columpios y otras atracciones.
- Gruta de Lourdes: a 1 km de la plaza de Puqueldón por el camino a San Agustín, se puede observar una vista panorámica del poblado, así como la bahía y parte del canal Lemuy.
- Puchilco: en días despejados se observa una amplia vista del área occidental de la Isla Grande de Chiloé e islas adyacentes como Quehui, Chelín, Apiao y Chaulinec, entre otras, y del volcán Michimahuida.
- Camino Cortado: ubicado en el camino a Detif, es la parte más angosta de la isla Lemuy. Se puede observar el mar por ambos lados del camino. Hacia el norte se puede apreciar la isla Quehui y el volcán Corcovado. Hacia el sur se observa la costa de la Isla Grande de Chiloé (Terao, Agoni)
- Cerro La Mona: se ubica a 1 km de Detif, sector Apahuén. Por lo que ofrece una vista panorámica de gran parte de la isla Lemuy e islas adyacentes: Quinchao, Chaulinec, Quehui y Chelín). Es recomendable acceder con vehículo doble tracción.
- Lagunas Puchilco: conjunto de lagunas que se ubica a 8 km de Puqueldón, en el camino a Puchilco. Sus aguas son la principal fuente de abastecimiento para consumo doméstico en el sector, por lo que no está permitido bañarse en ellas.
- Laguna Los Cuervos: hábitat de colonias de aves acuáticas, especialmente cormoranes. Se ubica a 200 m del cruce a Detif, y a 9 km de la plaza de Puqueldón. De acceso restringido por ubicarse al interior de un predio particular.

### Playas
- hueñay: ubicada al extremo sudeste de la isla Lemuy en la localidad de Detif, a 20 km de Puqueldón. Se puede llegar en cualquier tipo de vehículo durante todo el año. Es la playa de mayor longitud de la comuna (2 km aprox).
- Marico: playa ubicada en el área este de la Isla Lemuy, distante a aprox. 12 km de la plaza de Puqueldón por el camino a Detif, con acceso para todo tipo de vehículos. En este lugar es posible arrendar botes para trasladarse a las islas de Quehui o Chelín.
- Aldachildo: esta playa bordea a la localidad del mismo nombre. Se ubica a 10 km de la plaza de Puqueldón.

## Medios de comunicación
Se pueden captar no solamente radios locales, sino que además emisoras provenientes de Castro, y Chonchi, algunas con dificultad y otras en buena recepción, dependiendo de ciertos lugares de la ciudad o de la comuna

### Radioemisoras
FM
- 95.7 MHz - Radio Nahuel
- 103.7 MHz - Radio Lemuy (Sin emisión actualmente)